# Blackburneus fordi
Blackburneus fordi är en skalbaggsart som beskrevs av Gordon 1974. Blackburneus fordi ingår i släktet Blackburneus och familjen Aphodiidae. Inga underarter finns listade.